# Oravița
Oravița (Duits: Orawitz, Hongaars: Oravicabánya) is een stad (oraș) in het Roemeense district Caraș-Severin. De stad telt 15.356 inwoners (2005).
De plaats is gelegen op 111 kilometer ten zuidoosten van Timisoara en staat bekend als mijnbouwstad. 

## Geschiedenis
De kopermijn is al vanaf de Ottomaanse tijden in gebruik. In de plaats woonden tijdens de Ottomaanse bezetting van dit deel van het Koninkrijk Hongarije vooral Serviërs. In 1688 namen de Habsburgse legers het gebied in en daarmee werd de stad onderdeel van Oostenrijk. Duitse mijnbouwers vestigden zich en vanaf 1703 was er sprake van een Rooms Katholieke parochie. De Turkse Ottomanen kwamen echter in 1738-1739 nog eenmaal terug, de burgerbevolking vluchtte weg naar noordelijker gelegen steden. In 1834 kreeg de plaats stadsrechten en voerde de titel Bergstadt. In de 18e eeuw werd er al een school gesticht en werd er naast Koper ook Zilver gewonnen. In de loop van de eeuw kwamen er steeds meer Roemenen vanuit Oltenië naar het gebied alsook Roma Zigeuners. Deze woonden buiten de eigenlijke stad. In 1817 werd het stadstheater geopend en vanaf 1818 verscheen er een (Duitstalig) weekblad in Orawitz. In 1833 werd er tevens goud ontdekt wat de mijnstad nog verder deed groeien. In 1847 werd een paardentramdienst gestart en in 1854 werd de lijn voortgezet als stoomtrein. 
In 1867 werd Orawitz na de Ausgleich, de overeenkomst tussen de Hongaren en de Oostenrijkers onderdeel van het Hongaarse Koninkrijk als onderdeel van Oostenrijk-Hongarije. Het ging behoren tot het (heropgerichte) comitaat Krasso en vanaf 1881 het comitaat Krassó-Szörény. De officiële naam werd verhongaarst naar Oravicabánya (Oravicamijn). De plaats bleef echter grotendeels Duitstalig.

## Historische bevolkingssamenstelling
In 1900 was de bevolkingsamenstelling als volgt:
- 2274 Duitsers(52,71%)
- 1487 Roemenen(34,46%)
- 418 Hongaren(9,68%)
- Totaal 4314 inwoners

In dat jaar kon 19% van de niet-Hongaren de officiële staatstaal van Hongarije spreken.

## Galerij

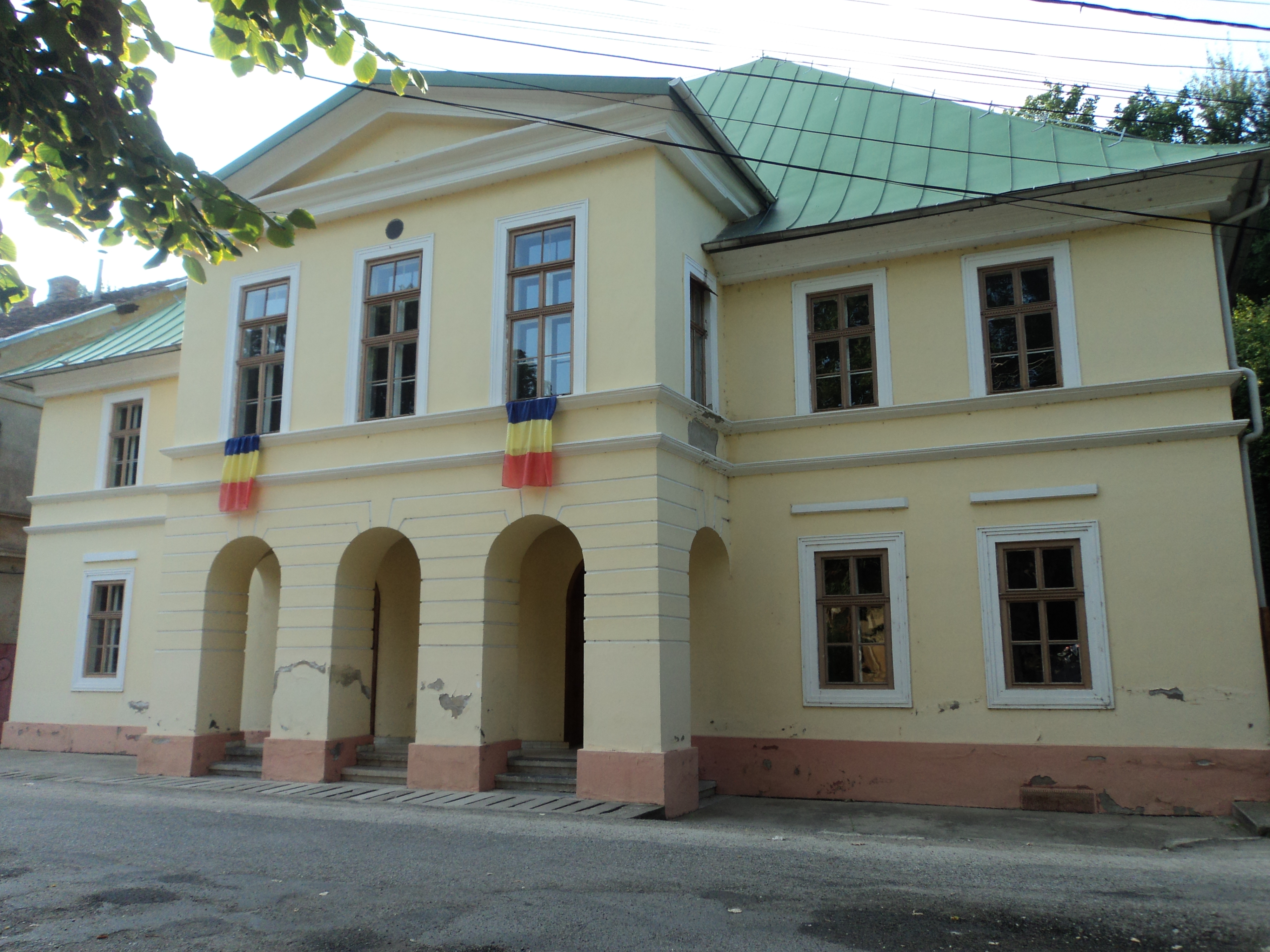
Theater
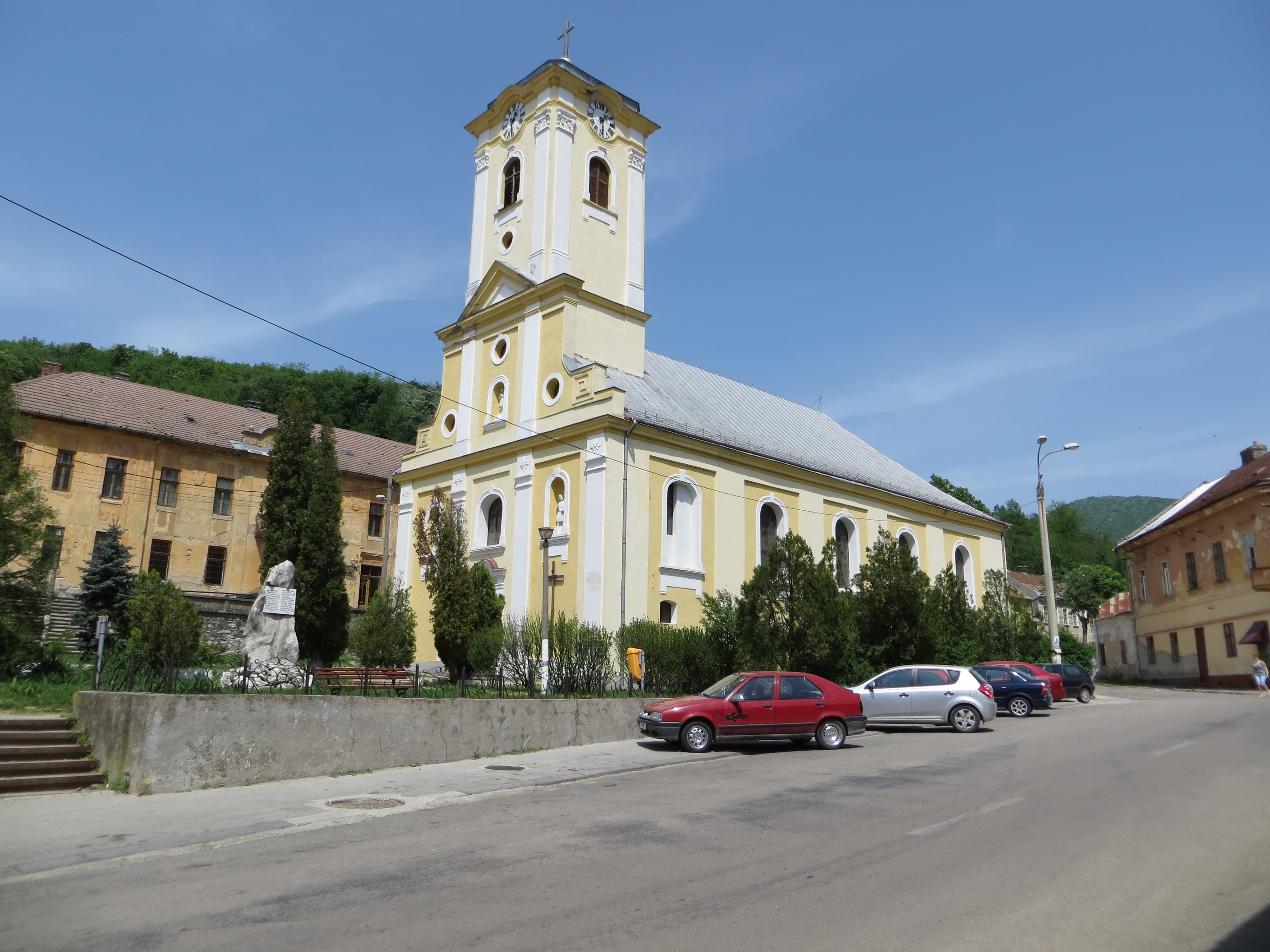
Rooms Katholieke kerk
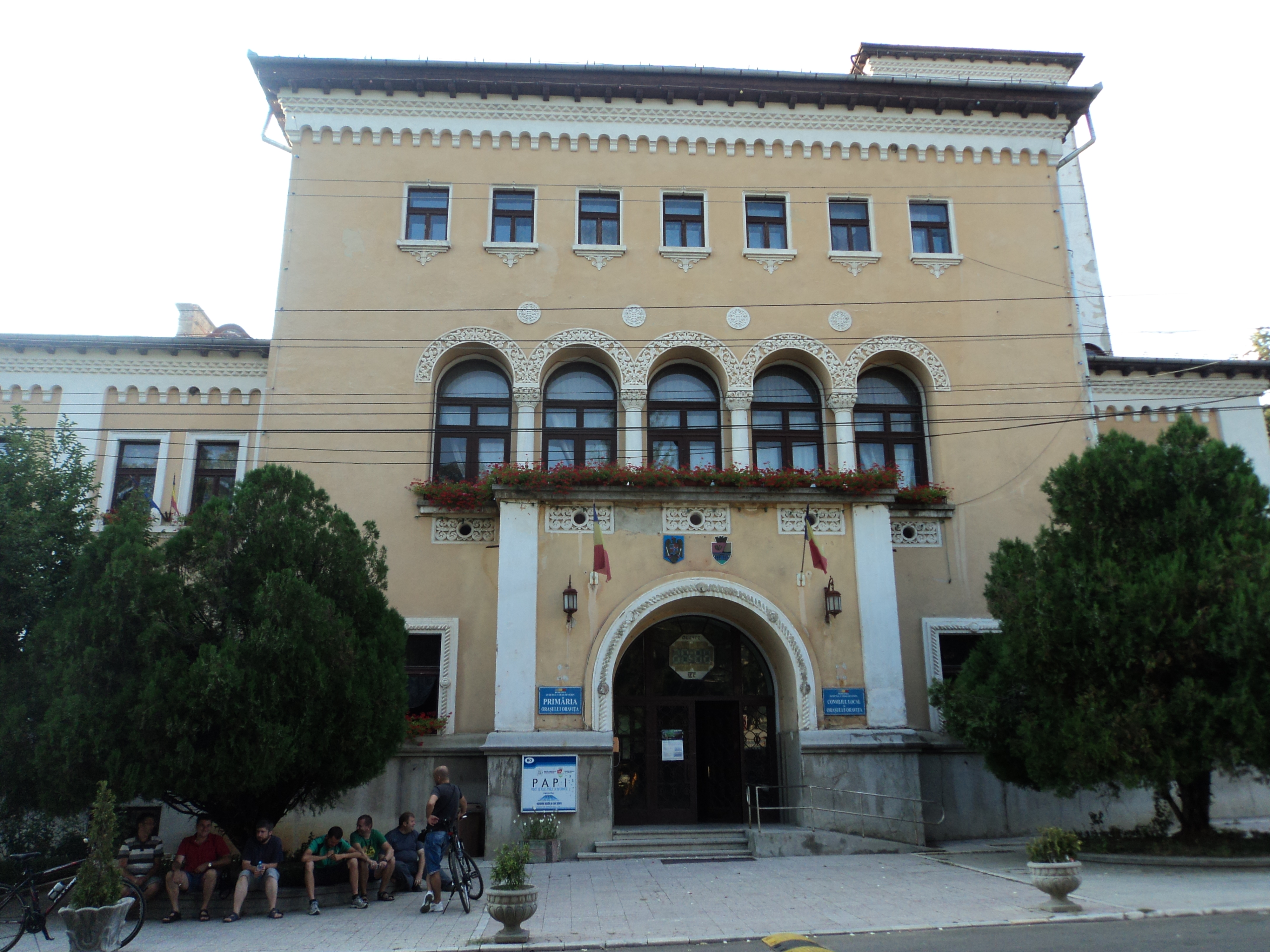
Stadhuis
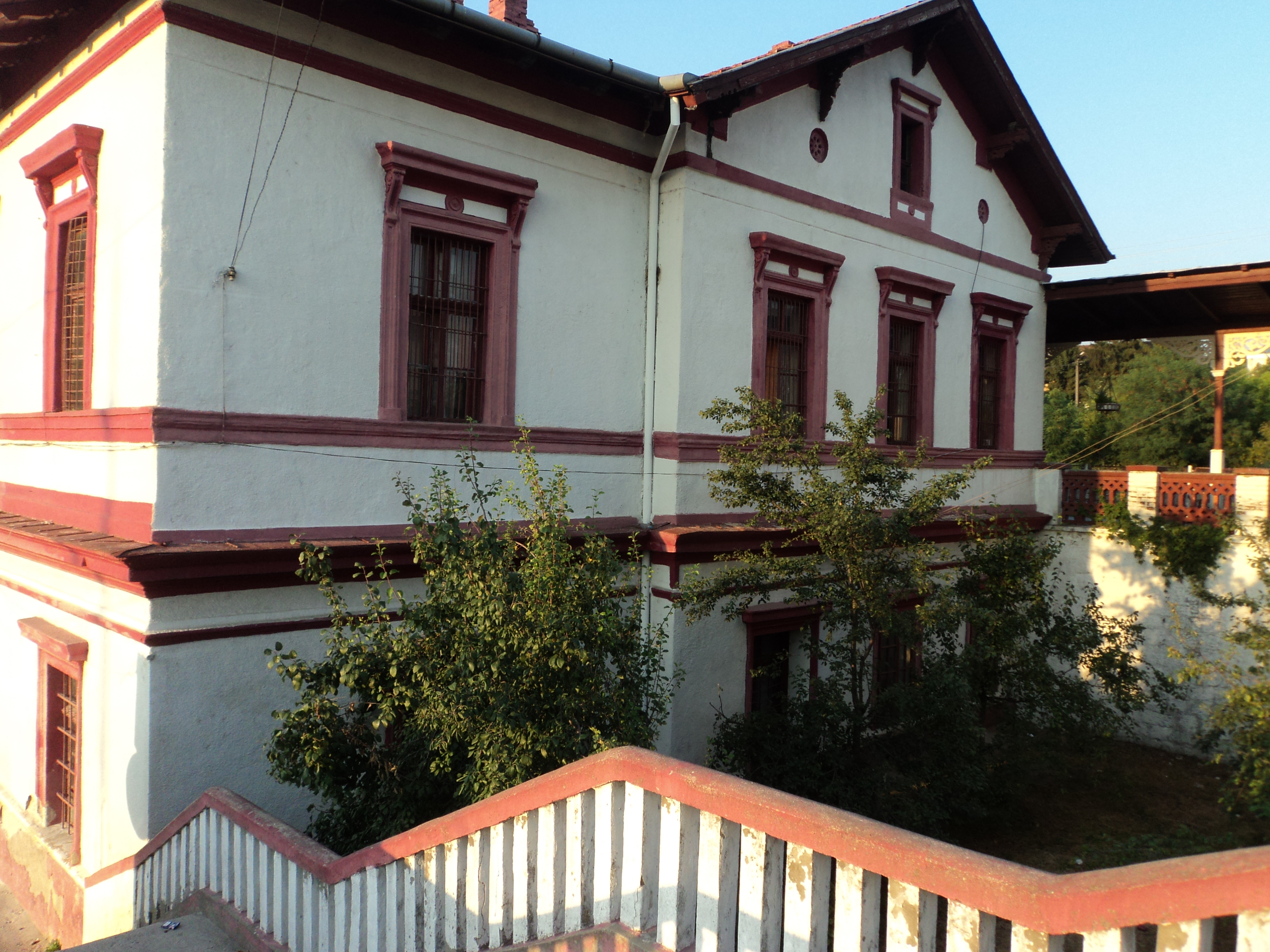
Spoorweg station
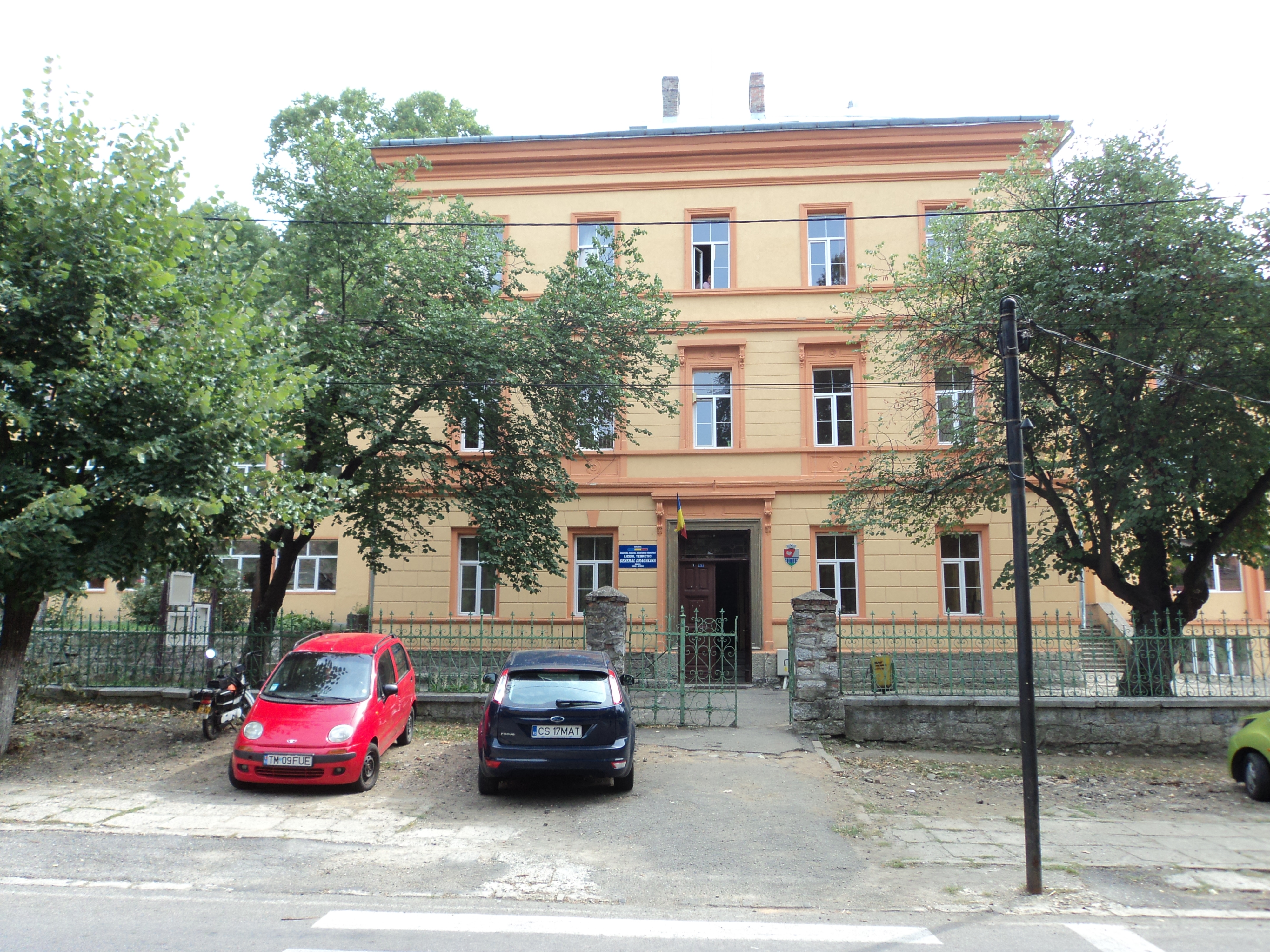
Liceum (voormalige burgerschool uit 1873)